# Luge (loisir)
Pour les articles homonymes, voir Luge.

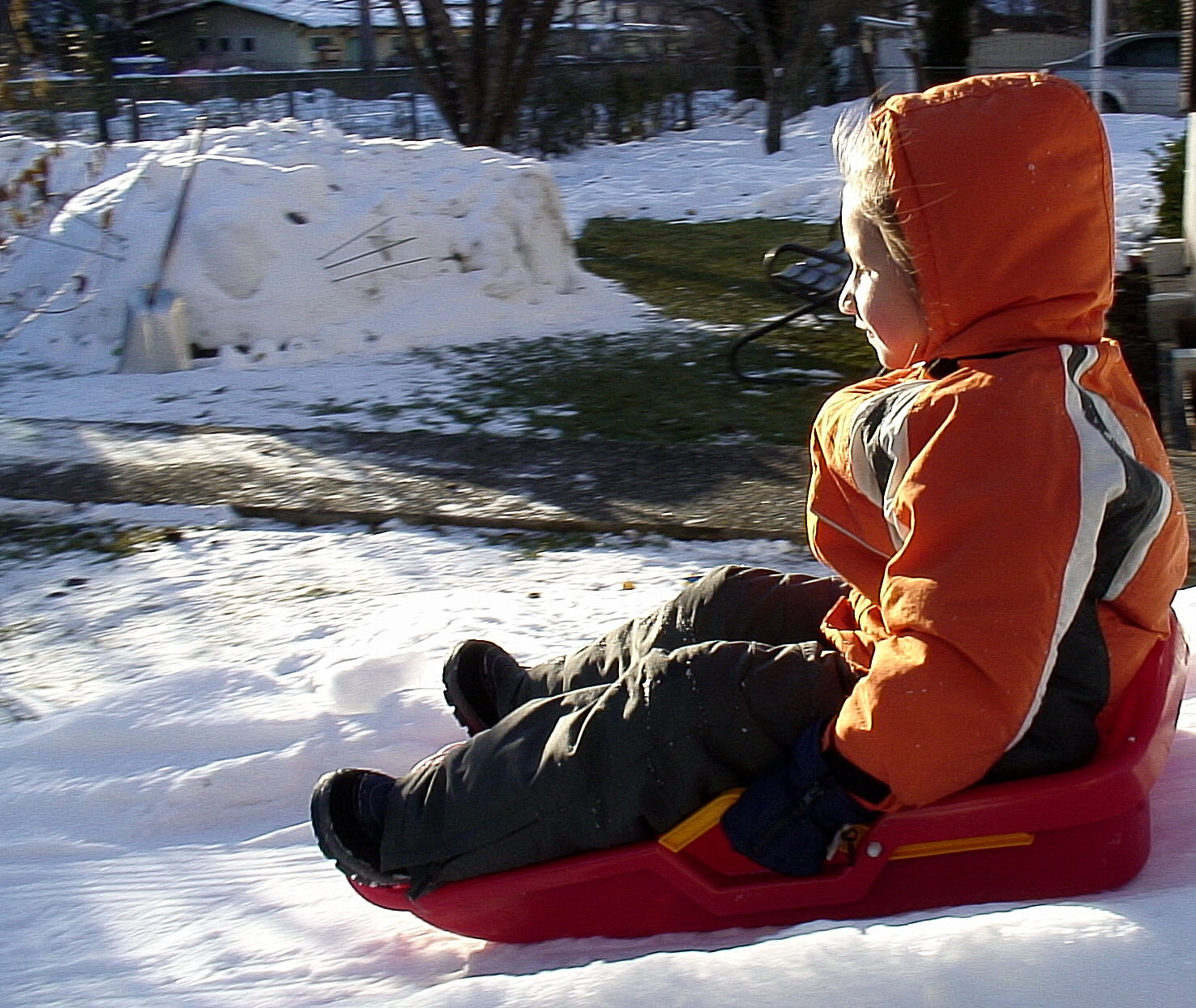
Luge pour les loisirs.

Une luge est un véhicule sur lequel on s'assied pour glisser sur la neige ou sur la glace. À l'opposé du traîneau, la luge ne comporte pas de moyen de traction.
Elle s'utilise sur des pentes enneigées sur lesquelles le passager se laisse glisser, contrôlant la vitesse grâce à un frein ou en laissant trainer ses pieds au sol, et pouvant faire dévier la course de la luge en se penchant d'un côté ou de l'autre. Elle peut aussi se pratiquer en période estivale grâce à la luge d'été ou bob-luge.

## Histoire
Certains vestiges peuvent laisser penser que des luges étaient déjà utilisées avant l'an -1000 à la suite de la découverte de pistes d'os[réf. nécessaire], mais il est certain que la  luge en tant que véhicule employé pour glisser sur la neige ou sur la glace était utilisée avant l'an 800 par les Vikings de la région de Slagen près du fjord d'Oslo. Il semble que  les Vikings avaient des luges équipées de deux patins un peu comme les luges actuelles.

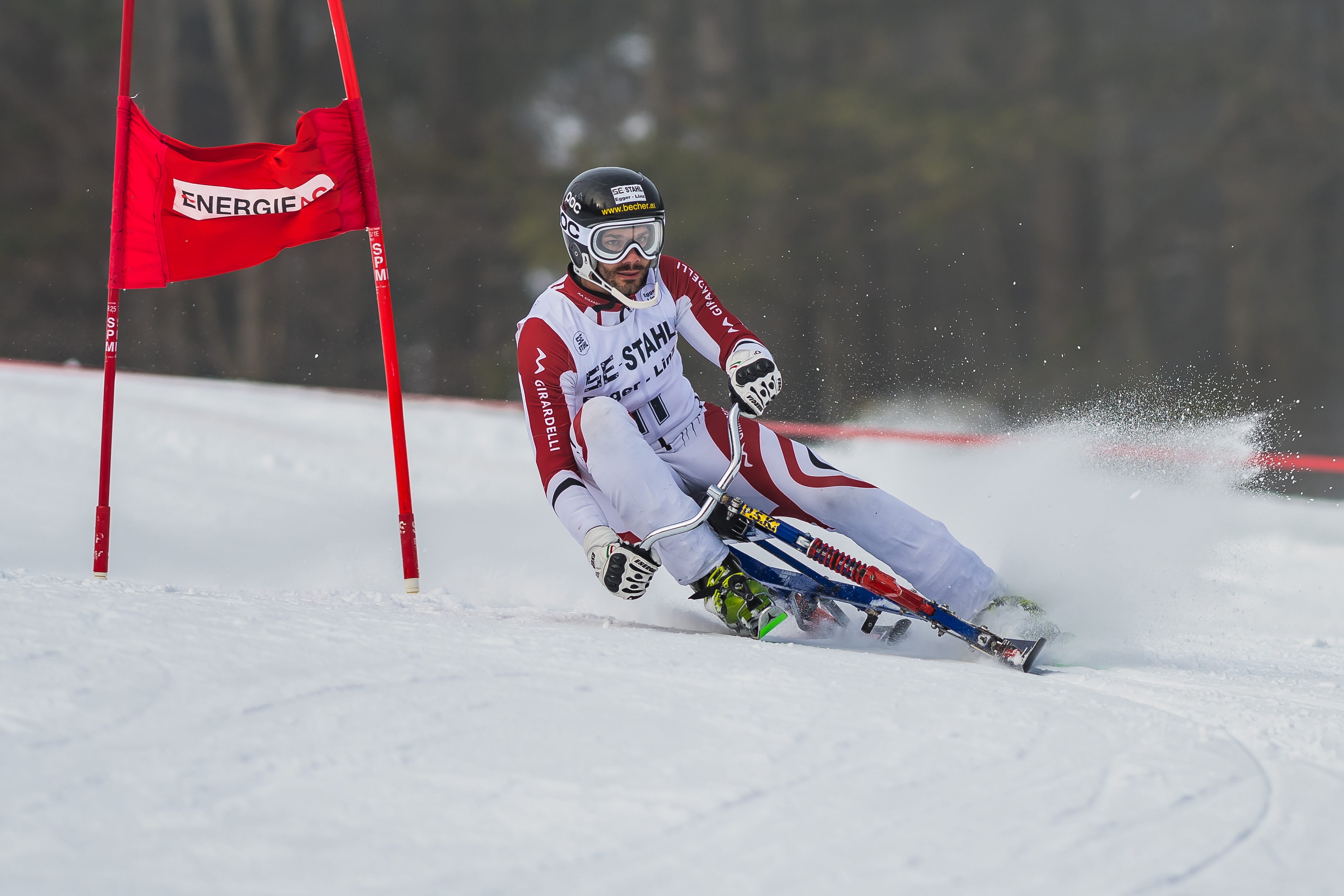
Le Skibobbing, une forme moderne de luge. Janvier 2018.

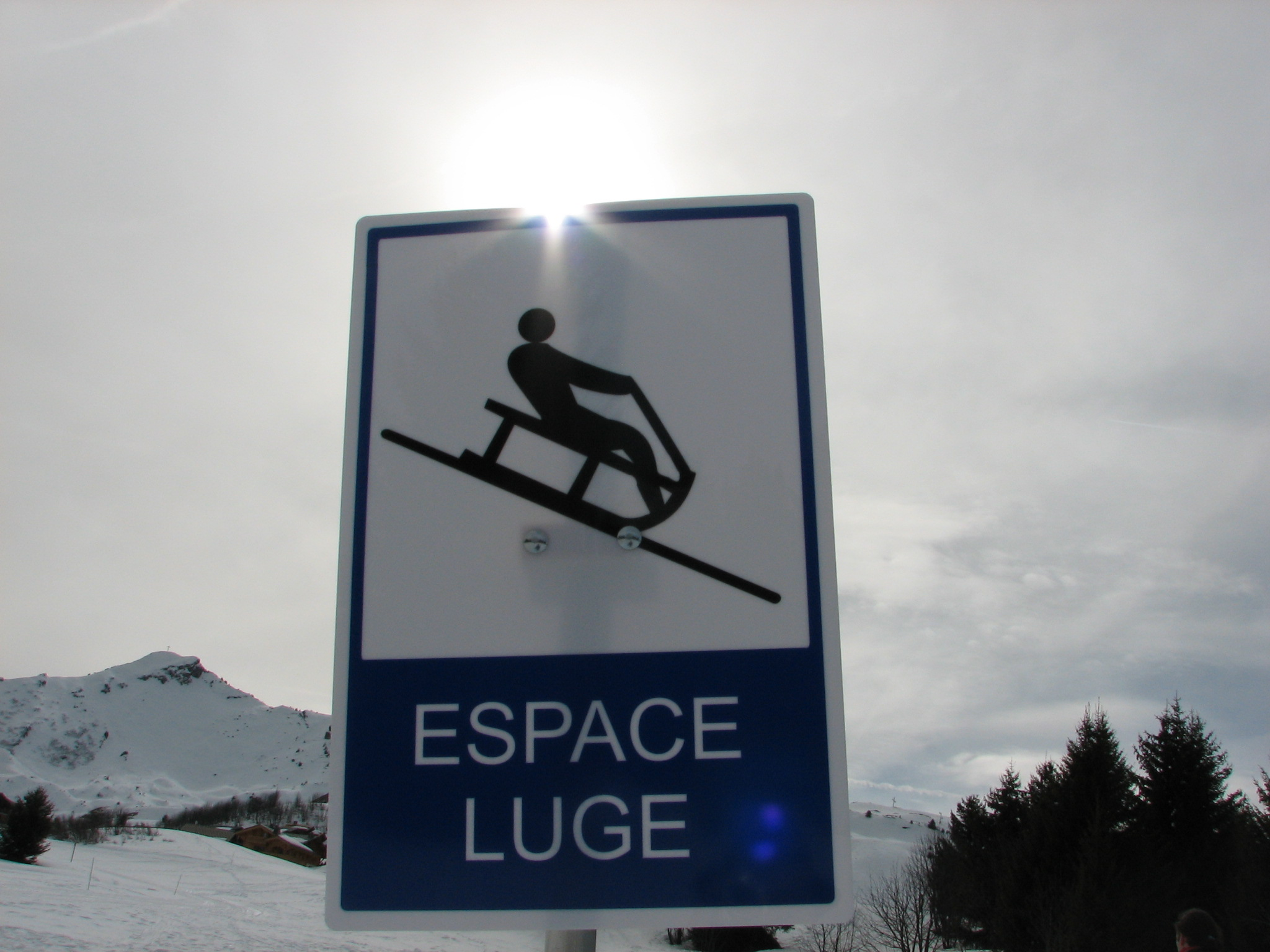
Panneau indiquant un espace réservée à la luge.

Ce fut une pratique ludique relatée par des vestiges recueillis dans plusieurs régions européennes. Dans les pays de montagnes longuement enneigées, les traîneaux et les luges ont servi de moyen de locomotion et de transport privilégié. En Allemagne l'utilisation de ce moyen de transport est attestée dès le XVIe siècle selon des ouvrages allemands qui mentionnent l'utilisation de Rodeln.
Le secrétaire de l'évêque de Florence atteste l'utilisation de luges, qu'il appelle « ramasses » en Savoie en 1643 dans la descente du col du Mont-Cenis jusqu'à Lanslebourg : « Ayant passé le mont Cenis et cheminé dans la plaine pendant quatre milles et plus, nous arrivâmes à l'endroit où l'on commence à descendre la montagne et où l'on avait préparé les ramasses pour tout le monde [...]. Ces ramasses sont des sortes de petites chaises basses en bois, grossières, et fixées sur deux brancards qui, à l'avant, s'élèvent en pointe, à la manière d'un traîneau, pour mieux pouvoir glisser sur la glace, et sont munies de deux bâtons longs environ de deux bras, pas trop gros, que le marron tient à la main pour conduire, s'appuyant tantôt sur l'un, tantôt sur l'autre, pour retenir ou faire tourner la ramasse [...] Nous fîmes en moins d'un quart d'heure, avec une rapidité incroyable, une descente de quatre milles environ ».
Les  premières pistes de luge de course sont aménagées par les propriétaires d'un hôtel dans les Alpes suisses au XIXe siècle. La première piste a été construite à Davos (Suisse) en 1879. Les premières compétitions internationales s'y sont déroulées le 12 février 1883 : 21 concurrents avaient descendu une route gelée de 4 km entre Davos et le village de Klosters. Les deux gagnants, un étudiant australien et le postier de Klosters ont réalisé la course en un peu moins de neuf minutes. En 1884, une piste artificielle de luge est  également établie à Saint-Moritz.
La luge en tant que sport de compétition fut sous l’égide de la fédération de bobsleigh depuis 1935 jusqu’en 1954, année de création de la fédération internationale de luge. Ce n'est qu’en 1964 aux jeux olympiques d'hiver d'Innsbruck que la luge est  admise en tant que sport de compétition.

## Référence cinématographique
Dans le film d'Orson Welles Citizen Kane (1941), le héros déclare dans son dernier souffle « Rosebud ». Ce mot mystérieux, dont le sens est recherché durant tout le film, est le nom de sa luge, brûlée dans le dernier plan du film.